# Firmin (acteur)
J.-B. François Becquerelle, dit Firmin, est un acteur français né le 6 avril 1784 à Paris et mort le 30 juillet 1859 au Coudray-Montceaux, près de Corbeil (à l'époque en Seine-et-Oise).

## Biographie
En 1830, Firmin a créé le rôle d'Hernani dans la pièce de Victor Hugo.

## Théâtre

### Carrière à laComédie-Française
Entrée en 1811
Nommé 231e sociétaire en 1817
Départ en 1831
(source : Base documentaire La Grange sur le site de la Comédie-Française)
- 1811 : Phèdre de Jean Racine : Hippolyte
- 1811 : Britannicus de Jean Racine : Britannicus
- 1811 : Athalie de Jean Racine : lévite, Ismaël
- 1811 : George Dandin de Molière : Clitandre
- 1812 : Le Mariage de Figaro de Beaumarchais : l'huissier
- 1812 : Les Plaideurs de Jean Racine : Léandre
- 1812 : Le Barbier de Séville de Beaumarchais : L'Éveillé
- 1813 : Le Mariage de Figaro de Beaumarchais : Grippesoleil
- 1813 : Le Misanthrope de Molière : Clitandre
- 1813 : Tartuffe de Molière : Damis
- 1813 : Le Barbier de Séville de Beaumarchais : La Jeunesse
- 1813 : Eugénie de Beaumarchais : Sir Charles
- 1813 : Tom Jones à Londres de Desforges : Blifil
- 1814 : Fouquet de J. R. de Gain-Montagnac : Maupertuis
- 1814 : La Rançon de Du Guesclin d'Antoine-Vincent Arnault : Pléby
- 1814 : Les États de Blois ou La Mort du duc de Guise de François Just Marie Raynouard : Louchard
- 1815 : La Mère coupable de Beaumarchais : Léon
- 1816 : Henri IV et Mayenne de Rancé et Thauélon de Lambert : Julien
- 1816 : Le Mariage de Robert de France ou l'Astrologie en défaut de Pierre-Ange Vieillard : Roger
- 1816 : Laquelle des trois ? de Charlotte Vanhove : Valincour
- 1816 : L'Artisan politique de Théodore-Henri Barrau : Henri
- 1817 : Germanicus d'Antoine-Vincent Arnault : Veranius et Vitellius
- 1817 : Le Trésor de François Andrieux : Adolphe
- 1817 : Adrienne Lecouvreur d'Armand-Jean Charlemagne : Chatelard
- 1817 : Le Mariage de Figaro de Beaumarchais : Doublemain
- 1818 : Le Susceptible par honneur d'Étienne Gosse : Cléon
- 1818 : Nicomède de Pierre Corneille : Attale
- 1818 : Partie et revanche de Rancé : Charles
- 1819 : Les Précieuses ridicules de Molière : La Grange
- 1819 : Jeanne d'Arc à Rouen de Charles-Joseph Robillard d'Avrigny : Warwick
- 1819 : Les Femmes politiques d'Étienne Gosse : Dormeuil (prologue) et Léon
- 1819 :  L'Irrésolu d'Onésime Leroy : Eugène
- 1819 : Louis IX de Jacques-François Ancelot : Philippe
- 1819 :  Le Frondeur de Jacques-Corentin Royou : Clitandre
- 1819 : Les Deux Méricour de Charlotte Vanhove : Vincent
- 1819 : Le Marquis de Pomenars de Sophie Gay : Méricour jeune
- 1820 : Le Flatteur d'Étienne Gosse : Saint-Léon
- 1820 : Le Folliculaire d'Alexandre de La Ville de Mirmont : Saint-Clair
- 1821 : Le Mari et l'amant de Jean-Baptiste Vial : Ernest
- 1821 : Les Plaideurs sans procès de Charles-Guillaume Étienne : Saint-Léger
- 1821 : La Fontaine chez Madame de La Sablière de J. A. N. Naudet : le marquis de Merville
- 1821 : Tartuffe de Molière : Valère
- 1821 : Sylla d'Étienne de Jouy : Faustus Sylla
- 1822 : Le Ménage de Molière de Justin Gensoul et J. A. N. Naudet : Brécourt
- 1822 : Une aventure du chevalier de Grammont de Sophie Gay : Merville
- 1822 : Les Quatre âges de Pierre-François Camus de Merville : Jules
- 1822 : Le Misanthrope de Molière : Acaste
- 1822 : L'Amour et l'ambition de François-Louis Riboutté : Dorborn
- 1822 : Valérie d'Eugène Scribe et Mélesville : Henri Milner
- 1823 : Fielding d'Édouard Mennechet : Wilson
- 1823 : L'Homme aux scrupules de Richard Faber : Clitandre
- 1823 : L'Éducation ou les Deux cousines de Casimir Bonjour : Duval
- 1823 : Le Laboureur de Théaulon de Lambert, Achille Dartois et Rancé : Maurice
- 1823 : L'Auteur malgré lui de Saint-Rémy : Saint-Firmin
- 1824 : La Tapisserie d'Alexandre Duval : Félix
- 1824 : Le Jaloux malgré lui d'Étienne-Joseph-Bernard Delrieu : Valmon
- 1824 : Le Méchant malgré lui de Théophile Dumersan : Félix
- 1824 : Eudore et Cymodocée de Gary : Publius
- 1824 : Le Mari à bonnes fortunes de Casimir Bonjour : Charles
- 1825 : La Correspondance d'Alexandrine-Sophie de Bawr : le comte de Solange
- 1825 : Le Cid d'Andalousie de Pierre-Antoine Lebrun : Don Elias de Mondora
- 1825 : Judith de Hyacinthe Decomberousse : Achior
- 1825 : L'Héritage d'Édouard Mennechet : Charles
- 1825 : La Clémence de David de Drap-Arnaud : Isbaal
- 1825 : Le Roman d'Alexandre-Joseph-Jean de la Ville de Mirmont : Charles
- 1825 : L'Auteur et l'avocat de Paul Duport : Dermont neveu
- 1825 : Lord Davenant de Jean-Baptiste Vial, Justin Gensoul et Jean-Baptiste Milcant : Charles
- 1825 : Le Béarnais de Ramond de la Croisette, Fulgence de Bury et Paul Ledoux : Henri IV
- 1825 : Léonidas de Michel Pichat : Agis
- 1826 : La Petite maison de Mélesville : George Derby
- 1826 : Charles VI d'Alexandre-Jean-Joseph de La Ville de Mirmont : le dauphin
- 1826 : Le Siège de Paris de Charles-Victor Prévost d'Arlincourt : Osvin
- 1826 : Le Portrait d'un ami d'Ernest Musnier Desclozeaux : Saint-Léger
- 1826 : Le Spéculateur de François-Louis Riboutté : Jules
- 1826 : L'Agiotage de Louis-Benoît Picard et Adolphe Simonis Empis : Durosay
- 1826 : Le Duel de Léon Halévy : Gustave
- 1826 : Marcel de Michel-Nicolas Balisson de Rougemont : Olivier
- 1826 : Le Tasse d'Alexandre Duval : Torquato
- 1827 : Louis XI à Péronne de Jean-Marie Mély-Janin : Quentin Durward
- 1827 : Julien dans les Gaules d'Étienne de Jouy : Bellowèse
- 1827 : Le Premier venu ou Six lieues de chemin de Jean-Baptiste Vial : Berville
- 1827 : Les Trois quartiers de Louis-Benoît Picard et Édouard-Joseph-Ennemond Mazères : d'Elbois
- 1827 : Le Proscrit ou les Guelfes et les Gibelins d'Antoine-Vincent Arnault : Thebaldo
- 1827 : Blanche d'Aquitaine de Hippolyte Bis : Louis V
- 1827 : Le Mariage d'argent d'Eugène Scribe : Olivier
- 1828 : Chacun de son côté d'Édouard-Joseph-Ennemond Mazères : le comte Balcoff
- 1828 : Élisabeth de France d'Alexandre Soumet : Don Carlos
- 1828 : L'École de la jeunesse ou le Sage de vingt ans de Victor Draparnaud : Saint-Edmond
- 1828 : Walstein de Pierre-Chaumont Liadières : Albert Gallas
- 1828 : La Duchesse et le page d'Antony Béraud : Théodore
- 1829 : Henri III et sa cour d'Alexandre Dumas : comte de Saint-Mégrin
- 1829 : Le Complot de famille d'Alexandre Duval : le duc
- 1829 : Une journée d'élection d'Alexandre-Jean-Joseph de La Ville de Mirmont : M. de Moranville
- 1829 : Le Menuisier de Livonie ou les Illustres voyageurs d'Alexandre Duval : Charles
- 1830 : Gustave Adolphe ou la Bataille de Lutzen de Lucien Arnault : Frédéric
- 1830 : La Seconde année d'Eugène Scribe et Mélesville, théâtre du Gymnase : Gervault
- 1830 : Hernani de Victor Hugo : Hernani
- 1830 : Lucius Junius Brutus de François Andrieux : Tiberius
- 1830 : La Dame et la demoiselle d'Adolphe Simonis Empis et Édouard-Joseph-Ennemond Mazères : Ernest
- 1831 : Les Intrigants ou la Congrégation d'Alexandre-Jean-Joseph de La Ville de Mirmont : Saint-Laurent
- 1831 : Camille Desmoulins de Henri-Louis Blanchard et Julien de Mallian : Camille Desmoulins
- 1833 : L'École des bourgeois de Léonor Soulas d'Allainval : le marquis
- 1833 : Bertrand et Raton ou l'Art de conspirer d'Eugène Scribe : Goelher
- 1834 : La Passion secrète d'Eugène Scribe : Léopold
- 1834 : Une liaison d'Adolphe Simonis Empis et Édouard-Joseph-Ennemond Mazères : Alfred Darnay
- 1834 : La Mère et la fille d'Adolphe Simonis Empis et Édouard-Joseph-Ennemond Mazères : Talmour
- 1834 : Heureuse comme une princesse de Jacques-François Ancelot et Anatole Laborie : le chevalier de Bagneux
- 1834 : Charles IX de Joseph-Bernard Rosier : Charles IX
- 1834 : L'Ambitieux d'Eugène Scribe : Georges II
- 1835 : Don Juan d'Autriche de Casimir Delavigne : Don Juan
- 1837 : Le Chef- d'œuvre inconnu de Charles Lafont : Rolla
- 1837 : La Marquise de Senneterre de Mélesville et Charles Duveyrier : le marquis
- 1837 : Caligula d'Alexandre Dumas : Chéréa
- 1838 : Louise de Lignerolles de Prosper-Parfait Goubaux et Ernest Legouvé : Henri de Lignerolles
- 1838 : Un jeune ménage d'Adolphe Simonis Empis : Émile
- 1838 : La Popularité de Casimir Delavigne : Édouard
- 1839 : Mademoiselle de Belle-Isle d'Alexandre Dumas : le duc de Richelieu
- 1839 : Le Misanthrope de Molière : Alceste
- 1840 : La Calomnie d'Eugène Scribe : Raymond
- 1841 : Le Conseiller rapporteur de Casimir Delavigne : Dorante
- 1841 : Un mariage sous Louis XV d'Alexandre Dumas : le comte de Candale
- 1841 : La Fille du Cid de Casimir Delavigne : Rodrigue
- 1842 : Lorenzino d'Alexandre Dumas : le duc Alexandre
- 1842 : Le Dernier marquis de Hippolyte Romand : le marquis de Lorge
- 1842 : Le Fils de Cromwell d'Eugène Scribe : Charles Stuart
- 1843 : Les Grands et les petits de Charles-Jean Harel : le duc de Modène
- 1843 : Les Demoiselles de Saint-Cyr d'Alexandre Dumas : Roger Saint-Hérem
- 1843 : Ève de Léon Gozlan : marquis de Kermare
- 1845 : Tartuffe de Molière : Tartuffe